# 米蘭 (卡克塔省)
米蘭是哥倫比亞的城鎮，位於該國南部，由卡克塔省負責管轄，始建於1946年，面積1,243平方公里，海拔高度460米，2005年人口7,421，人口密度每平方公里5.97人。
1°20′54″N 75°30′42″W / 1.34833°N 75.5117°W